# Andrzej Piotrowski (polityk)

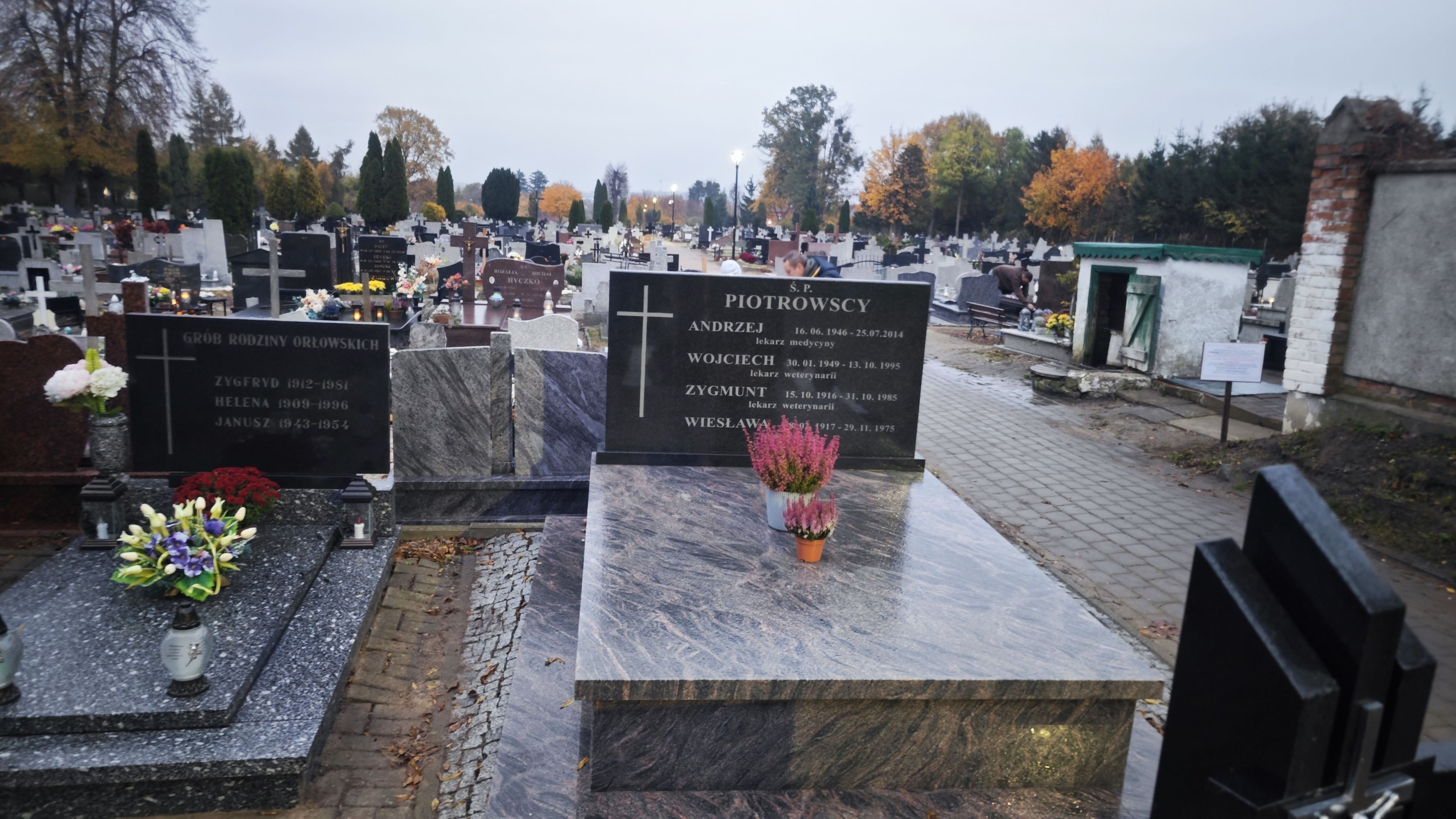
Grób Andrzeja Piotrowskiego na cmentarzu przy ul. Morskiej w Braniewie

Andrzej Zygmunt Piotrowski (ur. 16 czerwca 1946 w Krakowie, zm. 25 lipca 2014) – polski lekarz, polityk i samorządowiec, poseł na Sejm II kadencji.

## Życiorys
Jego rodzina w 1947 zamieszkała w Braniewie. Jego ojciec Zygmunt był zawodowo związany ze służbą weterynaryjną, matka Wiesława pracowała jako nauczycielka. Andrzej Piotrowski w 1971 ukończył studia na Wydziale Lekarskim Akademii Medycznej w Gdańsku i w tym samym roku rozpoczął praktykę lekarską w Braniewie. Specjalizował się w zakresie chorób wewnętrznych. Przez około 40 lat pracował w szpitalu w tym mieście, pełnił funkcję dyrektora (1978–1990) i ordynatora oddziału wewnętrznego.
W latach 1993–1997 sprawował mandat posła na Sejm II kadencji wybranego z listy Sojuszu Lewicy Demokratycznej w okręgu elbląskim. W 1997 nie uzyskał reelekcji na kolejną kadencję. Od 1998 do 2006 był radnym powiatu braniewskiego. W 2006 i 2010 bezskutecznie ubiegał się o ponowny wybór z ramienia lokalnego komitetu.
Został pochowany na cmentarzu przy ul. Morskiej w Braniewie.
W 1997 otrzymał Krzyż Kawalerski Orderu Odrodzenia Polski.

## Życie prywatne
Był żonaty z Hanną Piotrowską, praktykującą w Braniewie jako lekarz pediatra; miał z nią syna Macieja.